# Diamond Hoo Ha
Albums de Supergrass
Road to Rouen
(2005) Complete Single Collection
(2008)
Diamond Hoo Ha est le sixième album de Supergrass, sorti le 24 mars 2008.
Le premier single du même nom que l'album est sorti courant janvier 2008.

## Titres
1. Diamond Hoo Ha Man
2. Bad Blood
3. Rebel In You
4. When I Needed You
5. 345
6. The Return Of...
7. Rough Knuckles
8. Ghost Of A Friend
9. Whisky & Green Tea
10. Outside
11. Butterfly

## Liens
- Site officiel
- Site de MySpace Supergrass